# William J. Creber
William J. Creber (Los Angeles, Kalifornia, 1931. július 26. – Los Angeles, Kalifornia, 2019. március 7.) amerikai látványtervező.

## Filmjei
- Rio Conchos (1964)
- A világ legszebb története – A Biblia (The Greatest Story Ever Told)[ (1965)
- Voyage to the Bottom of the Sea (1964–1966, tv-sorozat, 37 epizód)
- A majmok bolygója (Planet of the Apes) (1968)
- A detektív (The Detective) (1968)
- A majmok bolygója 2. (Beneath the Planet of the Apes) (1970)
- De én nem akarok megnősülni! (But I Don't Want to Get Married!) (1970, tv-film)
- The Mod Squad (1970–1971, tv-sorozat, 19 epizód)
- A majmok bolygója 3. – A menekülés (Escape from the Planet of the Apes)  (1971)
- Poszeidon katasztrófa (The Poseidon Adventure) (1972)
- Szuperpapa (Superdad) (1973)
- Pokoli torony (The Towering Inferno) (1974)
- Szigetek az áramlatban (Islands in the Stream) (1977)
- A dominó elv (The Domino Principle) (1977)
- Ipi-apacs (Hopscotch) (1980)
- Bármi áron (Any Which Way You Can) (1980)
- Hat gézengúz (Six Pack) (1982)
- Mondj igent Giorgiónak! (Yes, Giorgio) (1982)
- A tékozló fiú (The Prodigal) (1983)
- Gyermek az időben (Flight of the Navigator) (1986)
- Mr. Elszánt, a balfék (Hot Pursuit) (1987)
- Próbababa 2. (Mannequin: On the Move) (1991)
- Dilis bagázs (Folks!) (1992)
- Küldetés: A 771-es járat megmentése (Mercy Mission: The Rescue of Flight 771) (1993, tv-film)
- Streetfighter – Harc a végsőkig (Street Fighter) (1994)
- Drágám, add az életed! (Spy Hard) (1996)
- Korlátok nélkül (Without Limits) (1998)
- Puszta kézzel (The Last Brickmaker in America) (2001, tv-film)